# Unguizetes striatus
Unguizetes striatus är en kvalsterart som beskrevs av K. Fujikawa 2004. Unguizetes striatus ingår i släktet Unguizetes och familjen Mochlozetidae. Inga underarter finns listade i Catalogue of Life.